# Гуркі-к-Млинка
Гуркі-к-Млинка (пол. Górki k. Młynka) — село в Польщі, у гміні Броди Стараховицького повіту Свентокшиського воєводства.
У 1975-1998 роках село належало до Келецького воєводства.